# Sixx
Sixx (eigene Schreibweise: sixx) ist ein deutscher Fernsehsender der ProSiebenSat.1 TV Deutschland GmbH. Der Sender startete sein Programm am 7. Mai 2010 und ist unverschlüsselt zu empfangen. Die Programmaufsicht hat die Medienanstalt Berlin-Brandenburg. Sixx versteht sich als Unterhaltungssender und richtet sich mit seinem Programm speziell an Frauen.

## Geschichte
Im November 2009 kündigte die ProSiebenSat.1 Media den neuen Frauensender Fem-TV an; Anfang Februar 2010 wurde der Name in Sixx geändert. Durch die Namensänderung sollte Sixx in Analogie zu Das Erste, ZDF (Zweites Deutsches Fernsehen), den Dritten Programmen und ProSieben als sechster Sender auf der Fernbedienung etabliert werden. Einen ähnlichen Ansatz hatte bereits Das Vierte verfolgt. Sixx diente laut eigenen Angaben zur Erforschung neuer Werbekonzepte, da es übliche Werbepausen zwischen den Fernsehformaten zunächst nicht gab. Seit 2012 arbeitet der Sender auch mit Werbepausen, vermehrt zwischen 18 und 21 Uhr. Seit Sendebeginn dienen als Testimonial des Senders weiße Hühner, welche die Hauptzielgruppe, die Frauen, widerspiegeln sollen. Als Titelmelodie wurde zunächst Satellite von Lena Meyer-Landrut verwendet. Im neuen Konzept, das im Mai 2011 auf Sendung ging, steuert nun Julian Perretta den Song Wonder Why bei.
Zirka drei Wochen nach der Erstausstrahlung einer Serienfolge beim Frauensender steht sie in voller Länge im Video-on-Demand-Bereich von Sixx kostenlos zur Verfügung. Am 2. September 2010 übernahm die fem Media GmbH die Verwaltung der Sixx-Website. Sixx dient als zentraler Name aller Frauenangebote des Sendernetzwerks ProSiebenSat.1. In einem Interview im August 2010 mit dem Branchenmagazin Kontakter sagte die damalige Senderchefin Hofem-Best, dass 80 Prozent der Zuschauer Frauen seien und zu den gefragtesten Serien Desperate Housewives, Grey’s Anatomy und Damages – Im Netz der Macht gehörten. Geplant sind derzeit mehr Eigenproduktionen wie beispielsweise Galileo für die Frau. Mit der Sommerkampagne 2012: „Mädels, macht′s euch selbst“ wollte der Sender die Hauptzielgruppe dazu bewegen, Sixx auf die Taste 6 der Fernbedienung zu legen. Ähnliches versuchte der Sender auch 2013 mit dem Slogan „Drück dich glücklich“
Im Juli 2013 erhielt der Sender ein neues Design und Imagekonzept. Ein animiertes Huhn löst die lebendigen weißen Hühner als Testimonial ab. Zur neuen Imagekampagne wurde auch ein eigener Song entwickelt, der den Slogan des Fernsehsenders „Das will ich auch“ in den Vordergrund rückt.
| Zeitraum                                | Geschäftsführer/in |
| --------------------------------------- | ------------------ |
| 7. Mai 2010 bis 16. Januar 2013         | Katja Hofem        |
| 17. Januar 2013 bis 30. November 2014   | Eun-Kyung Park     |
| 1. Dezember 2014 bis 30. September 2016 | Christina Patzl    |
| 1. Oktober 2016 bis 31. Januar 2021     | Wiebke Schodder    |
| seit 1. Februar 2021                    | Ellen Koch         |

## Programm
Sixx bietet den Zuschauern vor allem US-amerikanische Fernsehserien, die bereits auf den Sendern der ProSiebenSat.1 Media SE ausgestrahlt wurden, und will mit diesen Serien größtenteils Frauen ansprechen. Vertreten sind neben Erfolgsserien wie Desperate Housewives und Grey’s Anatomy auch US-Talkshows wie Die Oprah Winfrey Show, die mit deutschen Untertiteln ausgestrahlt werden. Zum Sendestart am 7. Mai 2010 zeigte Sixx die Free-TV-Premiere des Spielfilms Sex And The City – Der Film. Nachdem sich der Sender im deutschen Fernsehen „gut etabliert“ habe, kündigt die damalige Geschäftsführerin Katja Hofem-Best für 2010/2011 das neue Programm an. Hierbei wird vor allem auf Erstausstrahlungen großen Wert gelegt, die mit bis zu 300 Stunden zum Programm beitragen sollen. Dazu gehören beispielsweise neue Staffeln von 90210, Brothers & Sisters, October Road und Damages – Im Netz der Macht. Neben Serien und Talkshows werden auch Seifenopern von Sat.1 wiederholt; ab September strahlte Sixx so beispielsweise die Daily Soap Eine wie keine werktags im Nachmittagsprogramm aus. Im Januar 2011 folgten Hand aufs Herz und Anna und die Liebe, von denen jeweils die Wochenzusammenfassung zu sehen war. Beide Serien wurden zuletzt auf Sixx ausgestrahlt. So endete Anna und die Liebe am 13. April 2012, nachdem die Telenovela seit dem 30. Januar 2012 auf dem Sender lief.
Für das Jahr 2011 nahm sich der Sender vor, das Spielfilmangebot zu erweitern. Ab dem 3. September 2011 wurden unter der Überschrift Cartoonito auch Cartoonserien wie Geschichten aus der Feuerwache oder Puppy in My Pocket aus. Die Mischung zwischen Serien, Spielfilmen und Dokus wird jedoch unverändert bestehen bleiben.
Für die Jahre 2012/13 kündigte die damalige sixx-Chefin Hofem-Best gleich mehrere deutsche Free-TV-Erstausstrahlungen an, darunter Serien wie Ringer, Pan Am und Beautiful People. Hauptsächlich handelte es sich bei vielen der neuen Serien um solche, die in den USA bereits aufgrund schlechter Quoten abgesetzt wurden.

## Empfang
2012 empfingen laut der damaligen Geschäftsführerin Hofem-Best 30 Millionen Haushalte Sixx, die technische Reichweite liegt daher bei rund 80 Prozent.

### Digital
Sixx ist digital über Astra 19,2 ° Ost und über alle digitalen Kabelnetze wie Pÿur, Unitymedia Kabel BW und Vodafone Deutschland sowie auch über IPTV von MagentaTV, Vodafone TV und Swisscom empfangbar.
Über DVB-T ist Sixx seit dem 1. August 2011 in den Räumen Berlin, Bremen/Unterweser, Hamburg, Kiel und Lübeck empfangbar. An dieser Stelle ersetzte Sixx den eingestellten Sender 9Live. Seit Juni 2013 ist Sixx in München und Nürnberg und seit dem 21. März 2014 auch in Nordrhein-Westfalen empfangbar.

### SIXX HD

Logo von Sixx HD seit 2014

Seit 1. Dezember 2010 ist Sixx beim Satellitenempfang auch über das Pay-TV-Abonnement HD+ im HD-Format zu sehen.
Das HD-Format ist bei den Kabelnetzbetreibern auch als Premiumdienst zusätzlich verfügbar.
Von Karfreitag bis Ostermontag 2014 und Weihnachten 2014 waren die HD-Sender der damaligen ProSiebenSat.1 Media AG unverschlüsselt empfangbar.

### Analog
Eine analoge Ausstrahlung via Satellit erfolgte vom 1. Januar 2011 bis zur Einstellung des analogen Satellitendienstes über die Frequenz des Senders KiKA und ersetzte somit Astro TV von 21 bis 6 Uhr. Eine analoge Kabelverbreitung bestand in Berlin, Erfurt, Magdeburg und Potsdam sowie in den Sendegebieten von Vodafone Kabel Deutschland und Unitymedia Kabel BW, indem die Frequenzen des ehemaligen Schwesterkanals 9Live zum 9. August 2011 übernommen wurden.

## Einschaltquoten und Marktanteil
| Jahr | ab 3 Jahre | 14–49 Jahre | Quelle |
| ---- | ---------- | ----------- | ------ |
| 2012 |            | 1,0 %       | [ 24 ] |
| 2013 | 0,6 %      | 1,2 %       | [ 25 ] |
| 2014 | 0,7 %      | 1,4 %       | [ 26 ] |
| 2015 | 0,8 %      | 1,4 %       | [ 27 ] |
| 2016 | 0,8 %      | 1,3 %       | [ 28 ] |
| 2017 | 0,7 %      | 1,2 %       | [ 29 ] |
| 2018 | 0,8 %      | 1,4 %       | [ 30 ] |
| 2019 | 0,8 %      | 1,4 %       | [ 31 ] |
| 2020 | 0,8 %      | 1,3 %       | [ 32 ] |
| 2021 | 0,8 %      | 1,3 %       | [ 33 ] |
| 2022 | 0,8 %      | 1,3 %       | [ 34 ] |
| 2023 | 0,8 %      | 1,4 %       | [ 35 ] |
| 2024 | 0,6 %      | 1,0 %       | [ 36 ] |

Obwohl die Einschaltquoten des Senders schon seit Sendebeginn gemessen werden, wurden sie bis zum Februar 2011 nicht veröffentlicht. Offizielle Begründung seitens der Arbeitsgemeinschaft Fernsehforschung war, dass der anfänglich geringe Bekanntheitsgrad und die Tatsache, dass der Sender bei Kunden erst nach einem Suchlauf auf dem Empfangsgerät verfügbar ist, in der Anlaufphase zu großen Verzerrungen führen würden.
Zum Februar 2011 begann der Sender die Quoten zu veröffentlichen, um so weitere Werbekunden für sich zu gewinnen. Am ersten Tag der öffentlichen Quotenmessung erreichte Sixx, bezogen auf alle TV-Haushalte, einen Tagesmarktanteil von 0,4 % in der werberelevanten Zielgruppe. Berücksichtigt man nur die Haushalte, in denen eine tatsächliche Empfangsmöglichkeit für den Sender bestand, betrug der Marktanteil 1,1 %.
Durchschnittlich konnte Sixx im Jahr 2012 seinen Marktanteil auf 1,0 % verdoppeln. 2020 hatte der Sender bei 14- bis 49-Jährigen in Deutschland einen Marktanteil von 1,3 %, 2023 waren es 1,4 %.